# Creuzier-le-Neuf
Creuzier-le-Neuf är en kommun i departementet Allier i regionen Auvergne-Rhône-Alpes i de centrala delarna av Frankrike. Kommunen ligger  i kantonen Cusset-Nord som ligger i arrondissementet Vichy. År 2022 hade Creuzier-le-Neuf 1 235 invånare.

## Befolkningsutveckling
Antalet invånare i kommunen Creuzier-le-Neuf
Referens: INSEE